# Hyperolius viridiflavus
Hyperolius viridiflavus és una espècie de granota de la família dels hiperòlids que viu a Burundi, República Democràtica del Congo, Etiòpia, Kenya, Ruanda, el Sudan, Tanzània, Uganda i, possiblement també, a la República Centreafricana, Txad i Eritrea.